# Keith Richards
Keith Richards (* 18. prosince 1943) je britský kytarista a zakládající člen kapely The Rolling Stones. Richards také spolupracoval s umělci jako Max Romeo, Hubert Sumlin, Les Paul, Tom Waits, Bono a The Edge z U2, Nona Hendryx, Jimi Hendrix, John Phillips a Aretha Franklin. Richards je také často zmiňován pro svou drogovou minulost. Na konci šedesátých a v sedmdesátých letech byl kvůli drogám několikrát odsouzen. Ve své autobiografii uvádí, že jedna z nejtěžších věcí v životě pro něj bylo zbavit se závislosti na heroinu.
Kdysi používal jméno Keith Richard, neboť Andrew Loog Oldham, první manažer The Rolling Stones, odstranil „s“ z jeho příjmení, aby více připomínalo Cliffa Richarda. Richards později začal „s“ opět používat. Keith Richards je někdy označován jako „The Human Riff“, nebo „Keef Riffhard“. Prestižní hudební časopis Rolling Stone ho ve svém seznamu sta nejlepších kytaristů všech dob řadí na čtvrté místo. Čtrnáct písní, které Richards napsal spolu s Mickem Jaggerem, uvádí tento časopis ve svém seznamu pěti set nejlepších písní všech dob.

## Život
Keith Richards se narodil jako jedináček v Dartfortu v hrabství Kent. Jeho otec, který pracoval v jedné místní továrně, byl raněn ve 2. světové válce, kde se účastnil bitvy o Normandii. Zájem o kytaru v Keithovi pěstoval jeho dědeček, který hrál v jazzovém bigbandu, se kterým projel celou Británii. První kytaru ale dostal od své matky. Prvními hudební vzory mu byly Billie Holiday, Louis Armstrong, Duke Ellington a kytarista Scotty Moore. Jeho otec ale Keithův zápal pro kytaru často znevažoval.
Richards chodil na základní školu s Mickem Jaggerem, se kterým byli dokonce až do roku 1954 sousedé. Na střední škole zpíval Richards ve sboru, který byl poměrně úspěšný. Jednou si dokonce zazpívali před královnou Alžbětou II. V roce 1959 byl vyloučený z průmyslovky za drzost a záškoláctví. Rodiče ho přinutili, aby začal chodit na jinou střední školu, tentokráte zaměřenou a grafiku a design. Nejvíce času ale tou dobou ale stejně netrávil učením ani kreslením, ale dřením kytarových sól Chucka Berryho.
Během tohoto bouřlivého období potkal Keith jednou ve vlaku svého dávného přítele Micka Jaggera, který si pod paží nesl právě zbrusu nové desky amerického hudebního vydavatelství Chess Records, které se specializovalo na R’n’B, a z jehož katalogu si Mick nechával posílat desky. Tentokráte měl mezi deskami i Chucka Berryho a Muddyho Waterse. Společný hudební vkus jen utužil jejich dávné přátelství a netrvalo dlouho a Keith se přidal ke kapele Little Boy Blue and The Blue Boys, se kterou tehdy Mick zpíval, a ve které hrál jejich společný známý Dick Taylor. Kapela ale neměla dlouhého trvání, zanikla, když se dali dohromady Jagger, Taylor, Richards, Ian Stewart a Brian Jones, čímž dali základ budoucí kapele Rolling Stones.
V polovině roku 1962 přestal chodit Keith do školy a odstěhoval se do londýnského bytu, kde bydlel s Mickem Jaggerem a Brianem Jonesem. Ve stejné době se Keithovi rodiče rozváděli, což vedlo k tomu, že se Keith až do roku 1982 nestýkal se svým otcem.
Když se v roce 1963 Rolling Stones upsali hudebnímu vydavatelství Decca Records, donutil jejich tehdejší manažer Andrew Loog Oldham Keitha k tomu, aby ze svého příjmení vypustil koncové “s”. Jméno Keith Richard mělo prý “větší šmrnc”. Koncem sedmdesátých letech se Keith vrátil zpět ke svému rodnému jménu.

## Hudební přínos

### Leader Rolling Stones
Sám Keith Richards vidí svou pozici v Rolling Stones jako „olej, který promazává soukolí”, zatímco Ian Steward o něm tvrdí, že je leaderem Rolling Stones. Bill Wyman a Ronnie Wood zase současně tvrdí, že většina kapel se obvykle řídí podle bubeníka, zatímco ve Stones „není jiná možnost než hrát podle Keitha”.

### Kytarové vzory a hledání vlastní cesty

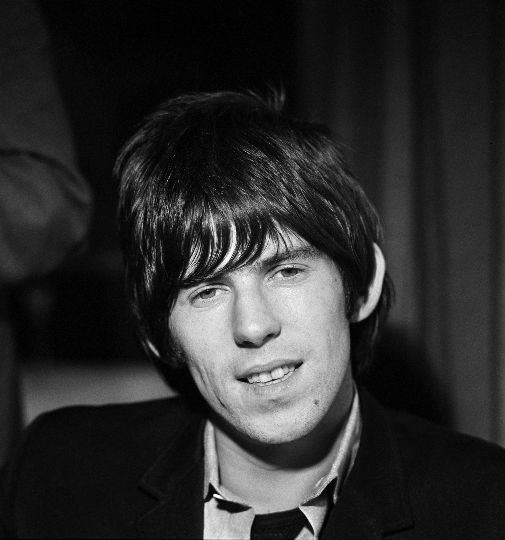
Keith Richards v roce 1965

V Richardsově hře je cítit cit jak pro posloupnosti akordů, tak i pro rytmickou hru. Místo nějaké okázalé virtuozity ovšem volí raději riffy, o kterých kritik Chris Speding píše, že jsou „přímočaré pronikavé a zároveň skromné”. Richards nejraději hraje společně s další kytarou — vždyť také na všech koncertech Rolling Stones hráli dva kytaristé. První kytarovou inspirací byl pro Richardse Chuck Berry. Vždyť to také byl právě Keith a Mick Jagger, kteří do nejstaršího repertoáru Stones protlačili předělávky písniček Chucka Berryho. (Ostatně Berryho písně hráli na začátku své kariéry i Beatles.) Z chicagského blues si zase Stones vzali základy kombinování sólové a doprovodné kytary — tady byli jejich vzory hlavně Jimmy Reed a Muddy Waters. Sám Richards k tomu dodává, že v době nejlepší sehranosti s Brianem Jonesem pro ně bylo naprosto přirozené, že si někdy během jedné písně naprosto spontánně vzájemně vyměnili role doprovodné a sólové kytary.
Koncem šedesátých let se Brian Jones dostával vlivem drog, léků a alkoholu do takových stavů, že odmítal nahrávání svých kytarových partů. Richardse to donutilo nahrávat všechny kytary a to včetně slide kytar, které byly do té doby výhradně Jonesovou specialitou (údajně byl Jones začátkem šedesátých let nejlepším hráčem na slide kytaru v celém Londýně).
Jonesovy feťácké problémy nemohly dopadnout jinak, než vyhozením z kapely. Dalším kytaristou Stones se stal Mick Taylor. Jeho kytarová virtuozita značně prohloubila hranici mezi sólovou a doprovodnou kytarou, což bylo slyšet hlavně na koncertech. Možná, že i to bylo důvodem k tomu, že Taylora v roce 1975 vystřídal Ronnie Wood, čímž se kapela zase vrátila ke kytarové souhře, kterou Keith Richards popsal jako „dávné umění zaplétání tónů do sebe”.
Přestávka v koncertování Stones v letech 1967–1968 dovolila Richardsovi experimentovat s otevřeným kytarovým ladědím, které se častěji používá při hře na slide kytaru. Postupně tak vytvořil svoje typické riffy, které stojí na synkopovaném rytmu a střídání tóniky a subdominanty, jak je to například slyšet v singlech „Street Fighting Man“ nebo „Start Me Up“. Richards používal různá otevřená ladění, přičemž ovšem současně zůstával i u tradičního ladění. Nejvíce si ale oblíbil otevřené G — nejtlustší struna se sundá, ostatní jsou naladěny na tóny G-D-G-H-D. Na koncert si pak vozil několik Telecasterů, které byly naladěny do otevřeného G. Toto ladění je slyšet ve skladbách "Honky Tonk Women," "Brown Sugar" a "Start Me Up."
Richards také často označuje jako základ své hry akustickou kytaru a dodává, že na elektrické kytaře „ztrácí s nástrojem ten správný kontakt”. Vždyť také hraje na akustiku na řadě singlů Stones včetně "Not Fade Away," "Satisfaction," "Brown Sugar" či "Angie." Všechny kytary ve skladbách “Street Fighting Man” a "Jumping Jack Flash" jsou nahrány na Richardsův domácí magnetofon jako přebuzená akustická kytara.

### Zpěv a další hudební nástroje
Na střední zpíval Keith v chlapeckém sboru, ale když začal v pubertě mutovat, musel se sborem skončit. Přesto ale zpívá vokály na všech deskách Stones. Počínaje albem Between the Buttons zpívá alespoň v jedné písničce hlavní hlas. V letech 1976–1986 si také na každém koncertu zazpíval svou píseň „Happy“. Na koncertním turné 2006–2007 zpíval místo ní "You Got the Silver" z roku 1969, při které výjimečně odložil kytaru a nechal doprovod na Ronniem Woodovi.
Nahrávek, kde Richards hraje na jiný nástroj než na kytaru, rozhodně není moc. Na několika nahrávkách Stones hraje na basu (např. “Have You Seen Your Mother, Baby, Standing in the Shadow?" nebo "Infamy”). Richards také přiznává, že si při skládání písniček hraje na klávesy. Hrál na ně i na sólových koncertech Ronnieho Wooda i během turné The New Barbarians v roce 1979. V nahrávkách Stones hraje i na perkuse například na kotel v “Jumping Jack Flash” nebo na špice z jízdního kola ve skladbě “Continental Drift”.

## Psaní nových písní

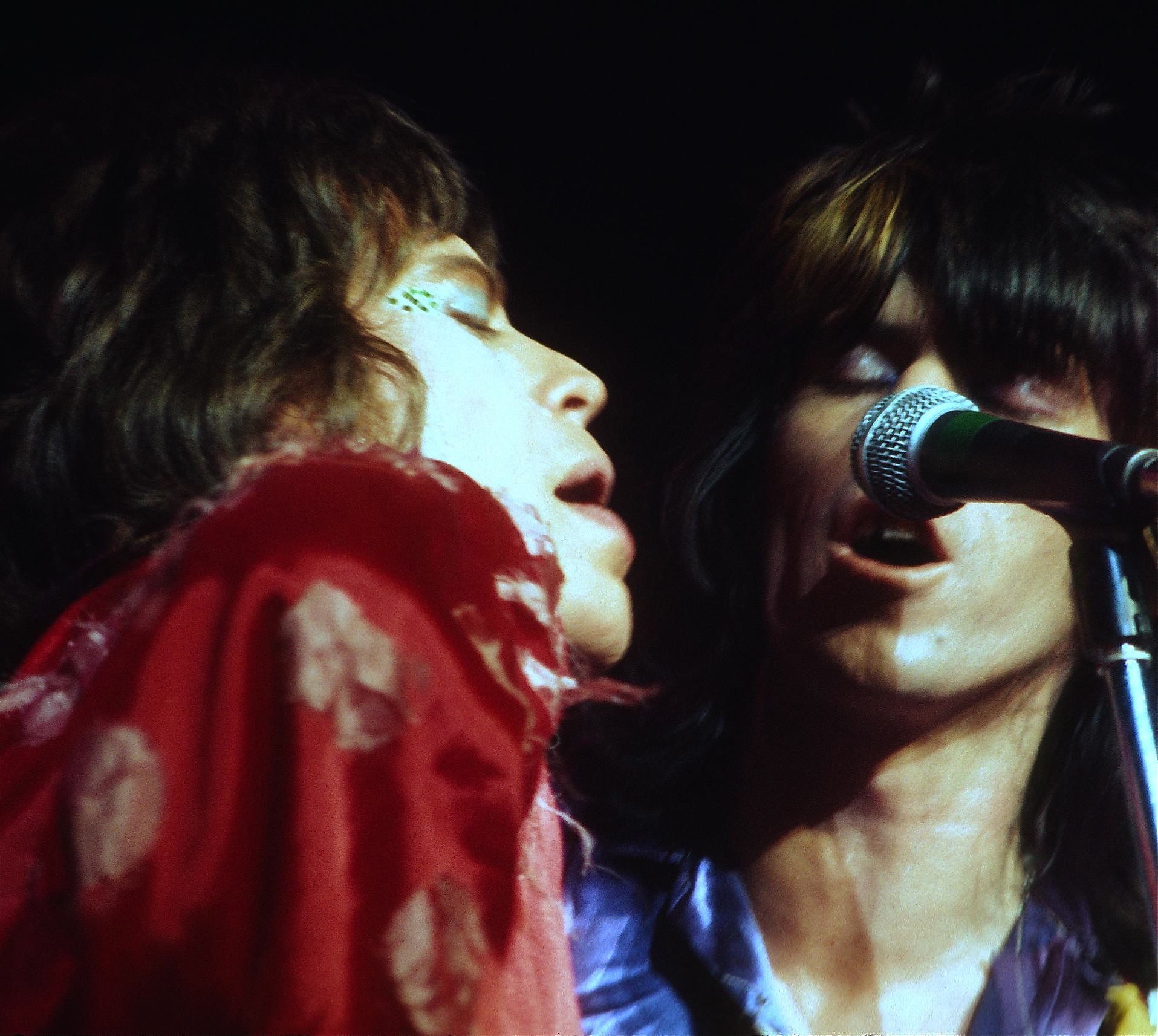
Richards a Jagger v roce 1972

Richards a Jagger začali společně psát už v roce 1963, vzorem pro ně byla autorská dvojice Lennon/McCartney. Byla to také oni, kteří přímo před Jaggerem a Richardsem pro Stones napsali singl „I Wanna Be Your Man“. Richardse a Jaggera přinutil ke společnému skládání také tehdejší manažer Stones Andrew Oldham, který je údajně zamkl v kuchyni jejich bytu s tím, že je bez vlastní písničky ven nepustí. Údajně se vynořili o hodinu později a měli “As Tears Go By”.. První práce této nově vznikající autorské dvojice byly ovšem určeny jiným zpěvákům. První průlom do nejlepší desítky britského singlového žebříčku zaznamenali se skladbou “That Girl Belongs to Yesterday”, kterou nazpíval Gene Pitney. Richards k tomu později poznamenal: „Tehdá jsme opravdu psali tyhle strašný popový cajdáky, který se dostaly až do top desítky… Nemá to s náma nic společnýho, kromě toho, že jsme to byli my, kdo je napsal.“
První singl Stones z autorské dílny Jagger/Richards, který se dostal do desítky nejlepších singlů, byl ”The Last Time” z roku 1965. Následovala celosvětová hitparádová jednička „(I Can't Get No) Satisfaction“, jejíž riff údajně napadl Richardse ve snu. Vzbudil se a v polospánku sáhl po kytaře a riff si nahrál na kazetu.. Počínaje albem Aftermath tvoří většinu desek Stones písničky z autorské dílny Jagger/Richards. Jejich tvorba je ovlivněna blues, R&B, rock & rollem, popem, soulem, gospelem i country. V sedmdesátých letech k tomu ještě přibyla fascinace funkem, discem, reggae a punkem. Richards také někdy píše pomalé balady jako například "All About You" (1980).
Na své sólové dráze uvádí Richards jako spoluautora bubeníka a producenta Steva Jordana. Richards k tomu poznamenal: „Vždycky jsem si myslel, že dva jsou pro skládání písniček lepší než jeden. Nabídne vám to jiný pohled na věc.”
Richards také často raději říká, že si víc než jako autor připadá jako někdo, komu je nápad odněkud našeptáván: „Nemyslím to tak, že by v tom byla nějaká boží vůle, spíš sám sebe beru jako anténu. Je jen jedna píseň, tu kterou napsali Adam a Eva, zbytek už je jen variace na toto téma.”

## Diskografie

### Studiová alba
- Talk Is Cheap (1988)
- Main Offender (1992)
- Crosseyed Heart (2015)

### Živá alba
- Live at the Hollywood Palladium, December 15, 1988 (1991)

### Kompilace
- Vintage Vinos (2010)

### Singly
- "Run Rudolph Run" b/w "The Harder They Come" (prosinec 1978)
- "Take It So Hard" (říjen 1988)
- "You Don't Move Me" (listopad 1988)
- "Struggle" (únor 1989)
- "Wicked As It Seems" (říjen 1992)
- "Eileen" (leden 1993)
- "Run Rudolph Run" b/w "Pressure Drop" (listopad 2007)

## Filmografie
| Rok  | Název                                            | Role           | Poznámky                                                                                             |
| ---- | ------------------------------------------------ | -------------- | --- |
| 1969 | Man on Horseback                                 | voják          | |
| 2002 | Simpsonovi                                       | sám sebe       | "How I Spent My Strummer Vacation" (hlas)                                                            |
| 2007 | Piráti z Karibiku: Na konci světa                | kapitán Teague | |
| 2011 | Piráti z Karibiku: Na vlnách podivna             | kapitán Teague | nominován—People's Choice Award na Favorite Ensemble Movie Cast nominován—Scream Award na Best Cameo |
| 2012 | Rolling Stones: One More Shot                    | sám sebe       | televizní film                                                                                       |
| 2015 | Keith Richards: Under the Influence              | sám sebe       | dokumentární film o Keithu Richards                                                                  |
| 2016 | Pirates of the Caribbean: Dead Men Tell No Tales | kapitán Teague | natáčení začalo na podzim 2014                                                                       |